# Alfahidroxiácido

α-, β- y γ-hidroxiácidos

Los α-hidroxiácidos (también,  alfahidroxiácidos o AHA) son una clase de compuestos químicos formados por un ácido carboxílico con un grupo hidroxilo como sustituyente en el carbono (alfa) que lo rodea. Algunos ejemplos destacados son el ácido glicólico, el ácido láctico, el ácido mandélico y el ácido cítrico.
Aunque estos compuestos están relacionados con los ácidos carboxílicos ordinarios y son, por tanto, ácidos débiles, su estructura química permite la formación de un enlace interno de hidrógeno entre el hidrógeno del grupo hidroxilo y uno de los átomos de oxígeno del grupo carboxílico. El resultado es un aumento de la acidez. Por ejemplo, el pKa del ácido láctico es de 3,86; mientras que el del ácido propanoico sin sustituir es de 4,87; una unidad de pKa de diferencia significa que el ácido láctico es diez veces más fuerte que el ácido propanoico.

## Aplicaciones industriales

### Aditivos para piensos
El ácido 2-hidroxi-4-(metiltio)butírico se produce comercialmente como una mezcla racémica para reemplazar a la metionina en la alimentación de los animales. En la naturaleza, el mismo compuesto es un intermediario en la biosíntesis del 3-dimetilsulfoniopropionato, precursor del dimetilsulfuro de origen natural.

### Polímeros a base de lactosa
Artículo principal: lactida

## Síntesis y reacciones
Los α-hidroxiácidos se suelen preparar añadiendo cianuro de hidrógeno a una cetona o aldehído, y a continuación se produce una hidrólisis ácida de la cianohidrina resultante.
Los ácidos carboxílicos diluidos reaccionan con el oxígeno para dar α-hidroxiácidos después de un tratamiento acuoso:
RCHLiCO2Li + O2 → RCH(O2Li)CO2Li
RCH(O2Li)CO2Li +  H+ → RCH(OH)CO2H + 2 Li+ + ...
Los α-ceto-aldehídos se someten a la reacción de Cannizzaro para producir α-hidroxiácidos:
RC(O)CHO + 2 OH− → RCH(OH)CO2− + H2O
Los α-hidroxiácidos son componentes muy útiles en la síntesis orgánica. Por ejemplo, son los precursores en la preparación de aldehídos mediante la división oxidativa de enlaces. Los compuestos de esta clase se utilizan a escala industrial e incluyen el ácido glicólico, el ácido láctico, el ácido cítrico y el ácido mandélico. Son susceptibles a una descarbonilación catalizada por un ácido para dar, además de monóxido de carbono, una cetona/aldehído y agua.
Los α-hidroxiácidos pueden formar poliésteres y estructuras protocelulares carentes de membrana.

## Seguridad
Los AHA suelen ser seguros cuando se utilizan en la piel como agentes cosméticos usando la dosis recomendada. Los efectos secundarios más comunes son las irritaciones leves de la piel, el enrojecimiento y la formación de escamas. La gravedad suele depender del pH y la concentración del ácido utilizado. Los peelings químicos suelen tener efectos secundarios más graves, como ampollas, ardor y cambio en la coloración de la piel, aunque suelen ser leves y se van uno o dos días después de la aplicación.
La Administración de Alimentos y Medicamentos de Estados Unidos también ha advertido a los consumidores de que deben tener cuidado al utilizar los AHA después de que un estudio patrocinado por una industria descubriera que pueden aumentar la fotosensibilidad al sol. Otras fuentes sugieren que el ácido glicólico, en particular, puede tener un efecto fotoprotector.